# Software libre

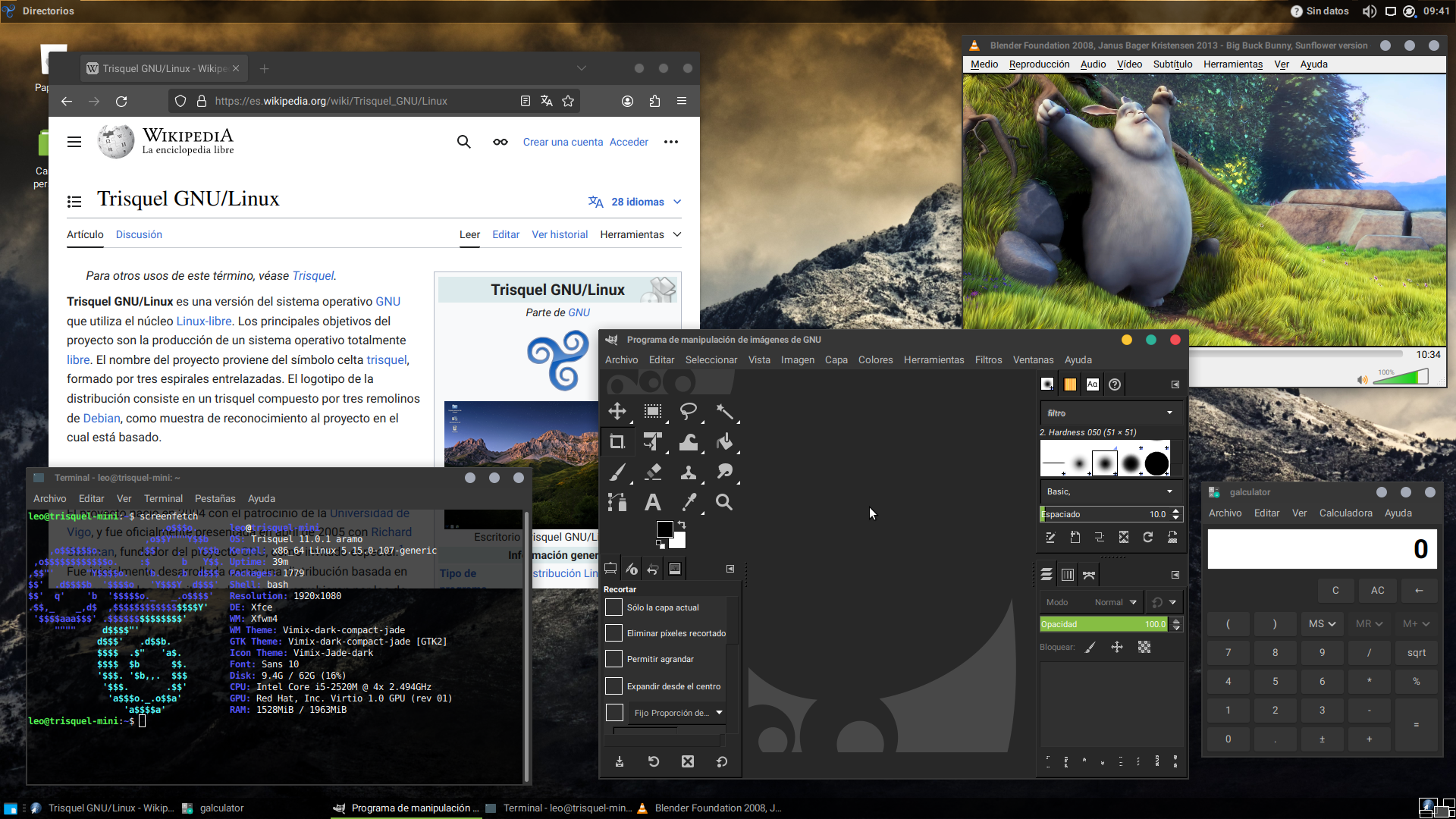
Ejemplo de un sistema operativo moderno 100% software libre llamado Trisquel GNU/Linux-libre, ejecutando algunas aplicaciones representativas del software libre. Se muestran el entorno de escritorio Xfce, el navegador web Abrowser basado en Firefox, el editor de imágenes GIMP y el reproductor multimedia VLC, la calculadora galculator y una terminal de Xfce ejecutando Screenfetch

El software libre es un software cuyo código fuente puede ser estudiado, modificado, y utilizado libremente con cualquier finalidad y redistribuido con cambios o mejoras sobre él. Su definición está asociada al nacimiento del movimiento de software libre, encabezado por el activista y experto informático estadounidense Richard Stallman y la fundación que presidía en 1985, la Free Software Foundation, una organización sin ánimo de lucro que pone la libertad del usuario informático como propósito ético fundamental.
El software libre es aquél que otorga a los usuarios la libertad de ejecutar, copiar, distribuir, estudiar, modificar y mejorar el software cualquiera sea su propósito. La capacidad de un software de ser libre no lo limita a no ser comercial. Los términos en los que un software es libre están definidos en la licencia de software
La expresión «software libre» proviene de la expresión del inglés free software, que presenta ambigüedad entre los significados «libre» y «gratis» asociados a la palabra free. Por esto es que suele ser considerado, de manera errónea, como software gratuito y no en su acepción más precisa como software que puede ser modificado y compartido sin infringir la licencia. El software libre suele estar disponible gratuitamente, o al precio de coste de la distribución a través de otros medios, sin embargo no es obligatorio que sea así, por lo tanto no hay que asociar software «libre» a «gratuito» (denominado usualmente freeware), ya que, conservando su carácter de libre, puede ser distribuido comercialmente. Análogamente, el software gratis o gratuito incluye en ocasiones el código fuente; no obstante, este tipo de software no es «libre» en el mismo sentido que el software libre, a menos que se garanticen los derechos de modificación y redistribución de dichas versiones modificadas del programa. En este sentido, es importante conocer las implicaciones jurídicas que emanan del uso del software libre.
Software de fuentes abiertas o Software de código abierto es un término que comparte similitudes con software libre. código abierto se define en base a la existencia o no de acceso al código fuente del software, sin considerar o aludir a libertades. Código abierto es un término más amplio que incluye todo el software libre y parte de software no libre.
Tampoco debe confundirse el software libre con «software de dominio público». Este último es aquel que no requiere de licencia, pues sus derechos de explotación son para toda la humanidad, porque permite el acceso a todos por igual. Cualquiera puede hacer uso de él, consignando su autoría original. Este software sería aquel cuyo autor lo dona a la humanidad o cuyos derechos de autor han expirado. Si un autor condiciona su uso bajo una licencia, por muy débil que sea, ya no es del dominio público. Por ejemplo, una licencia creative commons, por muy abierta que sea (CC-BY), no sería libre del todo, ni de dominio público.

## Historia
Entre los años 1960 y 1970, el software no se consideraba un producto sino un añadido que los vendedores de las grandes computadoras de la época (las mainframes) aportaban a sus clientes para que estos pudieran usarlas. En dicha cultura, era común que programadores y desarrolladores de software compartieran libremente sus programas unos con otros. Este comportamiento era particularmente habitual en algunos grupos de usuarios de la época, como DECUS (grupo de usuarios de computadoras DEC). A finales de la década de 1970, las compañías iniciaron el hábito de imponer restricciones a los usuarios, con el uso de acuerdos de licencia.
En 1971, cuando la informática todavía no disfrutaba de su gran auge, las personas que hacían uso de ella, en ámbitos universitarios y empresariales, creaban y compartían el software sin ningún tipo de restricciones.
Con la llegada de los años 1980 la situación empezó a cambiar. Las computadoras más modernas comenzaban a utilizar sistemas operativos privativos, forzando a los usuarios a aceptar condiciones restrictivas que impedían intercambiar, compartir o realizar modificaciones a dicho software.
En caso de que algún usuario o programador encontrase algún error en la aplicación, lo único que podía hacer era darlo a conocer a la empresa desarrolladora para que esta lo solucionara, si lo consideraba procedente. Aunque el programador estuviese capacitado para solucionar el problema y lo desease hacer sin pedir nada a cambio, el contrato le impedía que modificase el software.
En 1971, el estadounidense Richard Matthew Stallman, estudiante de Física de la Universidad de Harvard, formó parte como hacker del Laboratorio de Inteligencia Artificial del Instituto Tecnológico de Massachusetts (MIT por sus siglas en inglés). En la década de 1980, la cultura hacker que constituía la vida de Stallman empezó a disolverse bajo la presión de la comercialización en la industria del software. Los demás compañeros de Stallman, también hackers del laboratorio, fundaron la compañía Symbolics que intentaba reemplazar el software libre producido en las instalaciones por software no libre de su propiedad. Stallman contó, años después, que por aquellos años, en el laboratorio donde trabajaba, habían recibido una impresora donada por una empresa externa. El dispositivo, que era utilizado en red por todos los trabajadores, parecía no funcionar a la perfección, dado que cada cierto tiempo el papel se atascaba. Como agravante, no se generaba ningún aviso que se enviase por red e informase a los usuarios de la situación.
La pérdida de tiempo era constante, ya que en ocasiones, los trabajadores enviaban por red sus trabajos a imprimir y al ir a buscarlos se encontraban la impresora atascada y una cola enorme de trabajos pendientes. Richard Stallman decidió arreglar el problema, e implementar el envío de un aviso por red cuando la impresora se bloqueara. Para ello necesitaba tener acceso al código fuente de los controladores de la impresora. Pidió a la empresa propietaria de la impresora lo que necesitaba, comentando, sin pedir nada a cambio, qué era lo que pretendía realizar. La empresa se negó a entregarle el código fuente. En ese preciso instante, Stallman se vio en una encrucijada: debía elegir entre aceptar el nuevo software propietario firmando acuerdos de no revelación y acabar desarrollando más software propietario con licencias restrictivas, que a su vez deberían ser más adelante aceptadas por sus propios colegas, o comenzar un movimiento, el movimiento del software libre.
El día 27 de septiembre de 1983, Stallman anunció en varios grupos de noticias de Usenet el inicio del Proyecto GNU, que perseguía crear un sistema operativo completamente libre. 
En 1984, Stallman renunció a su empleo al MIT para evitar que la universidad exigiera derechos sobre el software que estaba desarrollando en el marco del Proyecto GNU, viviendo de realizar programas libres y vender las copias en cintas.
En 1985, Stallman fundó la organización Free Software Foundation (FSF) y publicó el Manifiesto GNU para describir el propósito del proyecto y explicar la importancia del software libre.
En 1986 publicó la definición de "Software Libre" e introdujo el concepto de copyleft, que desarrolló para otorgar libertad a los usuarios y para restringir las posibilidades de apropiación del software.
En 1989 publicó la primera versión de la Licencia Pública General GNU (General Public License - GPL) codificando las ideas del software libre en un documento legal.

## Las cuatro libertades delsoftware libre

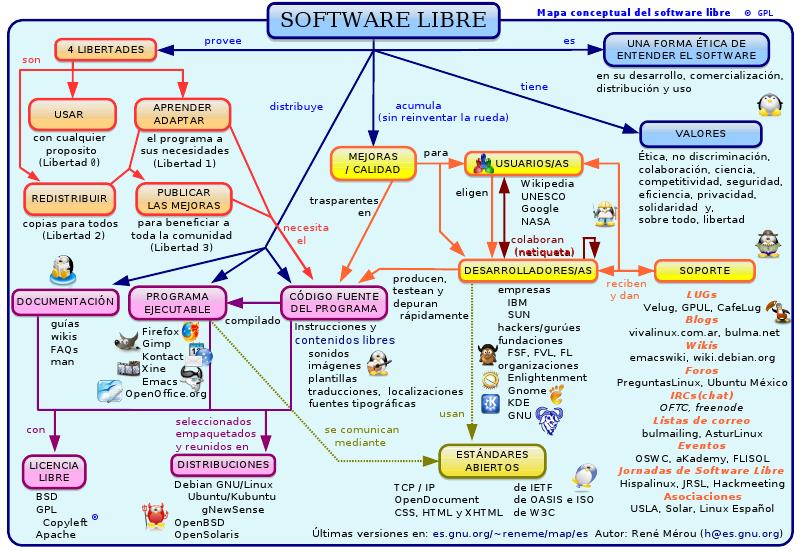
Mapa conceptual del Software Libre.

De acuerdo con la definición establecida por Richard Stallman, un software es "libre" cuando garantiza las siguientes libertades:
| Libertad | Descripción |
| --- | --- |
| 0 | La libertad de usar el programa, con cualquier propósito (uso).                                                                    |
| 1 | La libertad de estudiar cómo funciona el programa y modificarlo, adaptándolo a las propias necesidades (estudio).                  |
| 2 | La libertad de distribuir copias del programa, con lo cual se puede ayudar a otros usuarios (distribución).                        |
| 3 | La libertad de mejorar el programa y hacer públicas esas mejoras a los demás, de modo que toda la comunidad se beneficie (mejora). |
| Las libertades 1 y 3 requieren acceso al código fuente, porque estudiar y modificar software sin su código fuente es muy poco viable. | |

Ciertos teóricos usan este cuarto punto (libertad 3) para justificar la característica de "no privatizar lo libre" de la licencia GNU GPL, frente a otras licencias de software libre que permiten la privatización (ver Licencias GPL). Sin embargo el sentido original es más libre, abierto y menos restrictivo que el que le otorga la propia situación de incompatibilidad, la versión 3 de la licencia GNU GPL incluye algunas aclaraciones y nuevas redacciones.
La Free Software Foundation, mantiene un listado de las licencias que cumplen la definición de software libre. Por su parte la Open Source Initiative mantiene su listado de licencias que cumplen la definición de código abierto.
El término software no libre se emplea para referirse al software distribuido bajo una licencia de software más restrictiva que no garantiza estas cuatro libertades. Las leyes de la propiedad intelectual reservan la mayoría de los derechos de modificación, duplicación, y redistribución, para el dueño del copyright; el software dispuesto bajo una licencia de software libre rescinde específicamente la mayoría de estos derechos reservados.
La definición de software libre no contempla la cuestión del precio; un eslogan frecuentemente usado es «libre como en libertad, no como en cerveza gratis» o en inglés «Free as in freedom, not as in free beer» (aludiendo a la ambigüedad del término inglés free), y es habitual ver a la venta CD de software libre como distribuciones Linux. Sin embargo, en esta situación, el comprador del CD tiene el derecho de copiarlo y redistribuirlo. El software gratis puede incluir restricciones que no se adaptan a la definición de software libre —por ejemplo, puede no incluir el código fuente, puede prohibir explícitamente a los distribuidores recibir una compensación a cambio, etc.—.
Para evitar la confusión, algunas personas utilizan los términos «libre» (software libre) y «gratis» (software gratis) para evitar la ambigüedad de la palabra inglesa free. Sin embargo, estos términos alternativos son usados únicamente dentro del movimiento del software libre, aunque están extendiéndose lentamente hacia el resto del mundo. Otros defienden el uso del término open source software (software de código abierto). La principal diferencia entre las definiciones de "open source" y "free software" es que este último se basa en los aspectos éticos y filosóficos de la libertad, mientras que el open source se basa únicamente en aspectos de accesibilidad al código fuente. Hay quien fusiona ambos términos mediante el uso de la expresión "FLOSS" con el significado de free/libre and open source software, también para referirse a la comunidad que lo produce y apoya.

### Formatos abiertos
Los formatos abiertos permiten al software libre mantener sus cuatro libertades y la libre difusión de todo el código y formatos utilizados, su distribución y estudio, debido a esto, los creadores de software libre desarrollan a la vez de programas libres, formatos libres para estos programas o utilizan formatos libres ya creados anteriormente.
Los formatos libres permiten a los usuarios poder trabajar con programas libres aunque al ser libres pueden ser implementados y utilizados en cualquier programa sea cerrado o no. Algunas compañías, como Microsoft, no suelen utilizar formatos libres en sus programas, no por impedimento sino por falta de voluntad de implementar formatos abiertos en sus programas, aun así los usuarios pueden instalar software libre en sus sistemas para trabajar con estos formatos.

## Tipos de licencias de software libre
Una licencia de software libre es un documento que otorga al software derechos extensivos para modificar y redistribuir ese software. Estas acciones normalmente se prohíben por las leyes de derechos de autor, pero el que posee los derechos, normalmente es el creador del software, puede eliminar esas restricciones acompañando al software con una licencia de software que otorgue al receptor de estos derechos. El software que usa tales licencias se denomina software libre y esas libertades las concede el propietario del copyright.  Las licencias de software libre se aplican tanto al software en forma de código fuente o en código objeto binario, ya que las leyes de derechos de autor reconocen ambas formas.
Algunas licencias de software libre incluyen copyleft y esto requiere que todas las versiones futuras sean también distribuidas con estas libertades. Otras licencias de software "permisivas" son normalmente unas pocas líneas conteniendo la cesión de derechos y una garantía de renuncia. Esto permite a los distribuidores añadir restricciones para receptores futuros.

### Copyleft
Copyleft es el término que se utiliza en el ámbito informático (y se aplica de manera análoga a la creación literaria y artística) para designar el tipo de protección jurídica que confieren determinadas licencias que garantizan el derecho de cualquier usuario a utilizar, modificar y redistribuir un programa o sus derivados, siempre que se mantengan estas mismas condiciones de utilización y difusión.
Hay que hacer constar que el titular de los derechos de autor (copyright) de un software bajo licencia copyleft puede también realizar una versión modificada bajo su copyright original, y venderla bajo cualquier licencia que desee, además de distribuir la versión original como software libre. Esta técnica ha sido usada como un modelo de negocio por una serie de empresas que realizan software libre (por ejemplo MySQL); esta práctica no restringe ninguno de los derechos otorgados a los usuarios de la versión copyleft.
En España, toda obra derivada está tan protegida como una original, siempre que la obra derivada parta de una autorización contractual con el autor. En el caso genérico de que el autor retire las licencias copyleft, no afectaría de ningún modo a los productos derivados anteriores a esa retirada, ya que no tiene efecto retroactivo. En términos legales, el autor no tiene derecho a retirar el permiso de una licencia en vigencia. Si así sucediera, el conflicto entre las partes se resolvería en un pleito convencional.

## Ventajas del software libre
Desarrollo y mejoramiento continuo: El hecho de que se pueda acceder al código fuente permite que muchas personas revisen y prueben el código y, como consecuencia no solo hay un mejor resultado sino que además la seguridad es muy superior al software privativo.
Por otro lado, el software libre es atendido entre muchos usuarios que evalúan directamente las fallas o faltas que presenta el programa. Por eso no se tiene que esperar que la compañía fabricante lance al mercado una actualización o una versión corregida, lo cual permite disminuir los tiempos de solución de los problemas.
Permite la independencia tecnológica: Al no depender de los grandes fabricantes del software, los usuarios pueden decidir si es necesario realizar migraciones o actualizaciones del sistema, sin tener que someterse a decisiones impuestas por dicho fabricante.
Permite ahorrar en la adquisición, mantenimiento y renovación de tecnologías: Es mucho más económico afrontar una actualización o una instalación masiva de software abierto que de software privativos. Además, al no tener que invertir en licencias anuales, los usuarios pueden ahorrar dinero o usarlo para adquirir otros software necesario y vinculados al servicio de la empresa.
Permite ser copiado: Como mencionamos anteriormente con las libertades, el software libre permite ser copiado, así que sin necesidad de adquirir nuevas licencias, este puede ser distribuido a todos aquellos que lo necesiten.

## Comparación con el software de código abierto

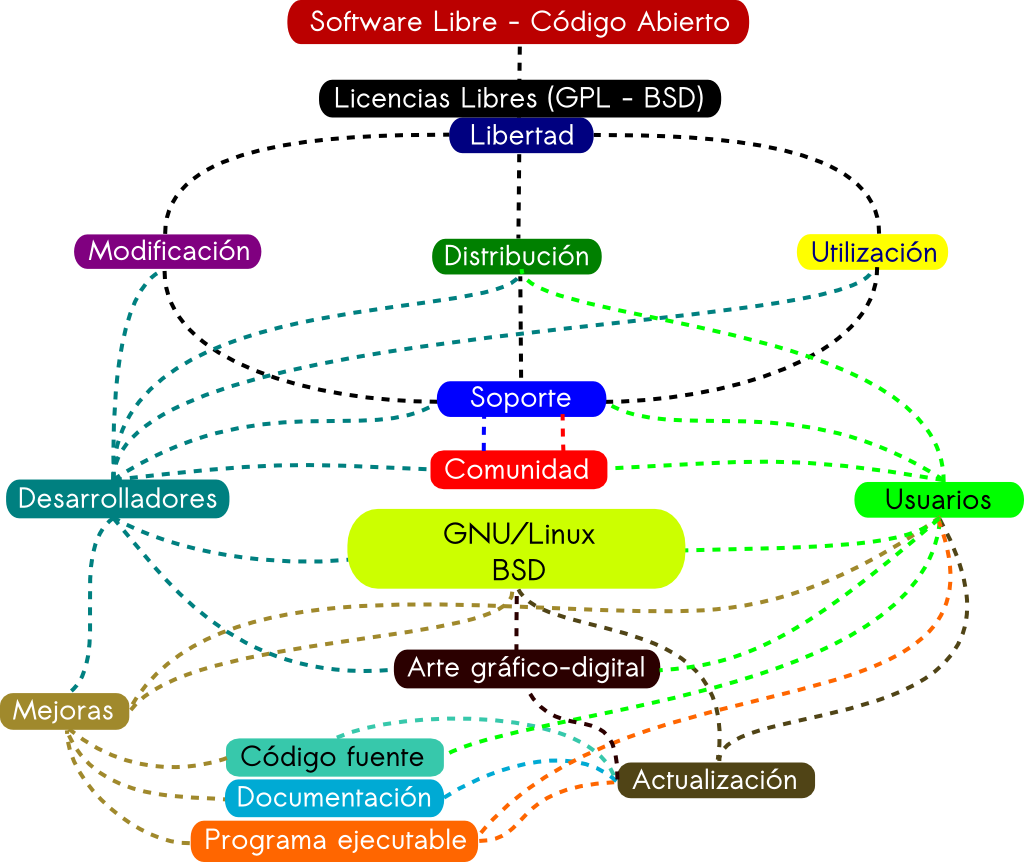
Mapa conceptual del software libre y de código abierto.

Aunque en la práctica el software de código abierto y el software libre comparten muchas de sus licencias, la Free Software Foundation opina que el movimiento del software de código abierto es filosóficamente diferente del movimiento del software libre. Apareció en 1998 con un grupo de personas, entre los que cabe destacar a Eric S. Raymond y Bruce Perens, que formaron la Open Source Initiative (OSI). Ellos buscaban darle mayor relevancia a los beneficios prácticos del compartir el código fuente, e interesar a las principales casas de software y otras empresas de la industria de la alta tecnología en el concepto. Por otro lado, la Free Software Foundation y Richard Stallman prefieren plantear el asunto en términos éticos empleando el término "software libre".
Los defensores del término "Código abierto" afirman que este evita la ambigüedad del término en ese idioma que es free en free software. El término "código abierto" fue acuñado por Christine Peterson del instituto de investigación Foresight Institute, y se registró para actuar como marca registrada el término en inglés, para los productos de software libre.
Mucha gente reconoce el beneficio cualitativo del proceso de desarrollo de software cuando los desarrolladores pueden usar, modificar y redistribuir el código fuente de un programa. El movimiento del software libre hace especial énfasis en los aspectos morales o éticos del software, viendo la excelencia técnica como un producto secundario de su estándar ético. El movimiento de código abierto ve la excelencia técnica como el objetivo prioritario, siendo la compartición del código fuente un medio para dicho fin. Por dicho motivo, la Fundación del Software Libre se distancia tanto del movimiento de código abierto como del término "Código Abierto".
Puesto que la OSI solo aprueba las licencias que se ajustan a la Open Source Definition (definición de código abierto), la mayoría de la gente lo interpreta como un esquema de distribución, e intercambia libremente los términos "código abierto" y "software libre". Aun cuando existen importantes diferencias filosóficas entre ambos términos, especialmente en términos de las motivaciones para el desarrollo y el uso de tal software, raramente suelen tener impacto en el proceso de colaboración.
Aunque el término "código abierto" elimina la ambigüedad de libertad frente a precio (en el caso del inglés), introduce una nueva: entre los programas que se ajustan a la definición de código abierto, que dan a los usuarios la libertad de mejorarlos, y los programas que simplemente tienen el código fuente disponible, posiblemente con fuertes restricciones sobre el uso de dicho código fuente. Mucha gente cree que cualquier software que tenga el código fuente disponible es de código abierto, puesto que lo pueden manipular (un ejemplo de este tipo de software sería el popular paquete de software gratuito Graphviz, inicialmente no libre, pero que incluía el código fuente, aunque luego AT&T le cambió la licencia). Sin embargo, mucho de este software no da a sus usuarios la libertad de distribuir sus modificaciones, restringe el uso comercial, o en general restringe los derechos de los usuarios.

## Implicaciones económico-políticas
Una vez que un producto de software libre ha empezado a circular, rápidamente está disponible a un costo muy bajo. Al mismo tiempo, su utilidad no decrece. El software, en general, podría ser considerado un bien de uso inagotable, tomando en cuenta que su costo marginal es pequeñísimo y que no es un bien sujeto a rivalidad.
Puesto que el software libre permite el libre uso, modificación y redistribución, da la oportunidad a muchos usuarios en situaciones de económicas desfavorables para obtener copias a bajo o ningún coste. También es sencillo modificarlo localmente, lo que permite que sean posibles los esfuerzos de traducción a idiomas que no son necesariamente rentables comercialmente.
La mayoría del software libre se produce por equipos internacionales que cooperan a través de la libre asociación. Los equipos están típicamente compuestos por individuos con una amplia variedad de motivaciones, y pueden provenir tanto del sector privado, del sector voluntario o del sector público. Existen muchas posturas acerca de la relación entre el software libre y el actual sistema político-económico:
- Algunos consideran el software libre como un competidor contra el centralismo en empresas y gobiernos, una forma de orden espontáneo o de anarquismo práctico.[32]
- Algunos consideran el software libre como una forma de trabajo colaborativo en un modelo de mercado, tal como se había planteado el cooperativismo.
- Algunos comparan el software libre a una economía del regalo, donde el valor de una persona está basado en lo que esta da a los demás, sin que incurra valor monetario formal de por medio.
- Grupos como Oekonux e Hipatia consideran que todo debería producirse de esta forma y que este modelo de producción no se limita a reemplazar el modelo no libre de desarrollo del software. La cooperación basada en la libre asociación puede usarse y se usa para otros propósitos (tales como escribir enciclopedias, por ejemplo).
- Hay proyectos de desarrollo con impulso gubernamental que utilizan software libre, así como en proyectos de voluntariado en países en vías de desarrollo.

Las implicaciones políticas y económicas del software libre, o su afinidad con el antiautoritarismo, es discutida. Mientras para unos estas implicaciones son notorias y representan un factor importante a tomarse en cuenta, para otros si bien podría existir una leve relación, no tiene suficiente relevancia.

### Modelo de negocio
El negocio detrás del software libre se caracteriza por la oferta de servicios adicionales al software como: la personalización o instalación del mismo, soporte técnico, donaciones, patrocinios o como un elemento de responsabilidad social corporativa; en contraposición al modelo de negocio basado en licencias predominante en el software privativo.

### Seguridad relativa
Existe una cierta controversia sobre la seguridad del software libre frente al software no libre (siendo uno de los mayores asuntos la seguridad por oscuridad). Un método usado de forma habitual para determinar la seguridad relativa de los productos es determinar cuántos fallos de seguridad no resueltos existen en cada uno de los productos involucrados. Por lo general, los usuarios de este método recomiendan que no sean usados productos que no suministren un método de solucionar los fallos de seguridad, al menos hasta que no esté disponible un arreglo.

### Blobs binarios y otros propietarios del software
En 2006, OpenBSD comenzó la primera campaña contra el uso de blobs en el Kernel del sistema operativo. Los blobs son instrucciones codificadas en formato binario generalmente destinadas a controlar dispositivos, que el proveedor distribuye libremente sin revelar el código fuente a los usuarios y desarrolladores. Esto impide modificarlos y distribuir nuevas versiones mejoradas. Además, dado que los blobs no están documentados y pueden tener errores de software, suponen un riesgo para la seguridad de cualquier sistema operativo cuyo núcleo los incluya. El objetivo de la campaña sobre los blobs es recopilar documentación de hardware que permita a los desarrolladores escribir controladores de software libre para ese hardware, lo que finalmente permite que todos los sistemas operativos libres se conviertan o permanezcan libres de blobs.
El problema de los blobs binarios en el núcleo Linux y en otros controladores de dispositivos motivó a algunos desarrolladores en Irlanda a lanzar gNewSense, una distribución basada en GNU/Linux exenta de blobs binarios. El proyecto recibió el apoyo de la Free Software Foundation y estimuló la creación, encabezada por la Free Software Foundation Latin America, del núcleo Linux-libre.

## Movimiento del software libre
El movimiento del software libre es un movimiento social con el objetivo de obtener y garantizar las libertades que permiten a los usuarios de software ejecutarlo, estudiarlo, cambiarlo y redistribuir copias del mismo con o sin cambios. Sobre la base de las tradiciones y filosofías de la cultura hacker y el mundo académico de los años 1970, Richard Stallman fundó formalmente el movimiento en 1983, con el lanzamiento del Proyecto GNU. Stallman estableció la Fundación del Software Libre en 1985 para apoyar el movimiento.

### Motivaciones
Entre las causas que motivan el software libre se encuentran:
- La motivación ética, esgrimida la Free Software Foundation, la cual es un ente que argumenta que el software es conocimiento y debe poderse difundir sin trabas. Su ocultación es una actitud antisocial y la posibilidad de modificar programas es una forma de libertad de expresión, aunque sin olvidar una estructura jerarquizada por la meritocracia.[38]
- La motivación pragmática, defendida por la Open Source Initiative, que argumenta ventajas técnicas y económicas, con respecto a evitar una tragedia de los anticomunes mejorando los incentivos.

Aparte de estas motivaciones, quienes trabajan con software libre suelen hacerlo por muchas otras razones, que van desde la diversión a la mera retribución económica, que es posible debido a modelos de negocio sustentables.
La mayoría de los desarrolladores de software libre provienen de países industrializados. El mapa de desarrolladores del Proyecto Debian muestra que la mayoría de desarrolladores se encuentran en Europa y los Estados Unidos.

### Grupos de usuarios
Un grupo de usuarios de Linux (LUG), grupo de usuarios de GNU/ Linux (GLUG) o grupo de usuarios de software libre, es una organización sin fines de lucro que brinda apoyo mutuo y/o educación a los usuarios de Linux, especialmente para los inexpertos o recién llegados. El término comúnmente se refiere a grupos locales que se reúnen en persona, pero también se usa para referirse a grupos de apoyo en línea que pueden tener miembros repartidos en un área muy amplia y que no organizan o no dependen de reuniones físicas. Muchos LUG incluyen FreeBSD y otros sistemas operativos basados en Unix de software libre y de código abierto.

## Utilización

### En la administración pública
Entre los argumentos que sustentan la utilización de software libre en las administraciones públicas encontramos los siguientes:
- Defensa del interés general. El uso de software libre beneficia a la sociedad en su conjunto. Fomenta el crecimiento de la industria nacional de servicios y permite ahorrar divisas. La Administración Pública tiene cierta función de guía de la industria que la hace tener un gran impacto, que se considera que debe dirigirse a la creación de un ámbito tecnológico generador de riqueza nacional.[43]
- Transparencia. El uso de software libre permite que cualquier ciudadano pueda comprobar por sí mismo la integridad y seguridad de los programas que usa su administración. Esto es especialmente importante en la Administración electrónica y en los sistemas que manipulan datos sensibles.
- Independencia tecnológica. El software libre, al garantizar el acceso al código fuente, permite elegir los proveedores de desarrollo, mantenimiento y soporte en un mercado de libre competencia. El software libre garantiza la libertad de elección de productos gracias a su modularidad, su disponibilidad en un gran número de plataformas y al uso de formatos de archivo abiertos, que permitan interoperar con independencia de estrategias comerciales.
- Accesibilidad. El Estado debe garantizar la accesibilidad a los servicios desde una amplia variedad de plataformas, sin discriminar a los ciudadanos por usar un software determinado ni forzarlos a adquirir determinados productos. para ello es fundamental la utilización de formatos y estándares abiertos. El software libre puede ser traducido por la comunidad de usuarios de una lengua o por la propia Administración.
- Seguridad. El modelo de seguridad del software libre se basa en la transparencia. La amplia base de usuarios y desarrolladores de estos programas garantizan además un tiempo de respuesta rápido ante incidencias de seguridad. La transparencia permite verificar mediante auditorías la ausencia de código maligno que pueda abrir puertas traseras en los programas.
- Protección de la inversión. La continuidad de los productos de software libre está garantizada por la disponibilidad del código fuente, que permite mantener los productos durante tiempo indefinido. También se protege la inversión en hardware al evitarse las actualizaciones forzosas, prolongando el ciclo de vida de los mismos. Los servicios sobre el software libre se ofrecen en un mercado de libre competencia, por lo que sus precios son menores a los ofrecidos por el mantenimiento y soporte de programas privativos.

Existen países en los cuales, sus administraciones públicas, han mostrado apoyo al software libre, sea migrando total o parcialmente sus servidores y sistemas de escritorio, o subvencionándolo. Este es el caso de Alemania, Brasil, Cuba, Chile, China, Ecuador, España, Francia, México, República Dominicana, Venezuela, Argentina, entre otros.

### En gestión sanitaria
La inclusión de la gestión digital en el ámbito sanitario ha permitido transformar la relación entre los sistemas de salud y los usuarios, proporcionando una mayor agilidad, rentabilidad y accesibilidad. Su uso radica en la aplicación de las nuevas tecnologías para la mejora de los servicios dados a los pacientes y sus comunidades, a través de estrategias que facilitan la información y la divulgación; por ejemplo, la teleasistencia para minimizar los costes de la atención domiciliaria y facilitar el acceso a comunidades remotas; la telefonía móvil para permitir el acceso a la información y la comunicación entre profesionales y pacientes; la historia clínica informatizada, que posibilita el acceso colectivo de un equipo sanitario de trabajo a los datos de un paciente, entre otros.
La informatización de los servicios dirigidos a los pacientes requiere una gestión eficiente de los recursos tecnológicos. Es imprescindible una adaptación tecnológica de los sistemas de Información sanitarios con nuevos y mejores protocolos de comunicación, por lo que, en este sentido, el uso del software libre juega un papel fundamental, posibilitando el desarrollo colaborativo en red, su reutilización y disminuyendo los gastos económicos.

### En educación

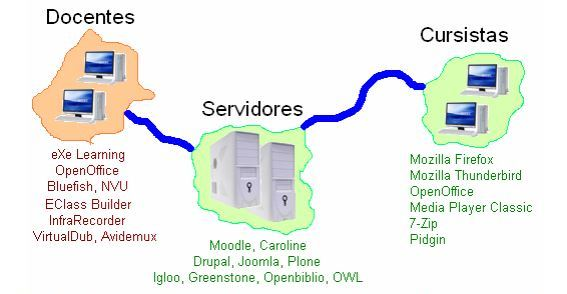
Distribución de algunas aplicaciones de software libre en el proceso de educación a distancia.

Según sus impulsores, el software libre fomenta el conocimiento y la participación de forma equitativa y colaborativa en el proceso educativo en particular, y en la cultura en general, pone al estudiante en situación de "crear", de ser usuario y productor al mismo tiempo. Los gobiernos y las instituciones educativas deberían utilizar y enseñar exclusivamente software libre porque este les permitiría adquirir independencia pedagógica y herramientas de conocimiento abiertas y accesibles a sus estudiantes y a toda la comunidad. Difundir el conocimiento y enseñar a los estudiantes a ser buenos miembros de esa comunidad. El aprendizaje se promueve a partir de un acceso libre a la información  Por todo esto, el software libre parece tener beneficios en el campo educativo como los siguientes:
1. Libertad para elegir el programa que cubra de mejor manera las necesidades educativas.
2. Beneficio económico: Las licencias del software libre son completamente gratuitas, por lo que puede ser eliminado el pago en licencia de programas no libres e invertir el dinero en otra área.
3. Uso por parte de los estudiantes de los mismos programas en casa y escuela, de forma legal.
4. Existencia de comunidades de intercambio educativo.
5. Desarrollo independiente de aplicaciones: Se favorece el crecimiento de desarrolladores “pequeños” de software creando así una amplia oferta de programas educativos libres.
6. Conocimiento ampliado sobre la informática: El software libre permite que los estudiantes conozcan cómo trabajan los programas y fomenta el interés, la investigación y el aprendizaje de nuevos conceptos en el campo de la informática.
7. Diversidad de herramientas educativas en diversas áreas del conocimiento.[66]
8. La posibilidad de copiar y difundir el software, es una forma de evitar que la propia institución educativa lleve a sus alumnos y docentes a la realización de copias ilegales de software privativo incurriendo en la violación de la ley.[67]
9. Enseñando el software libre, las escuelas pueden formar ciudadanos preparados para vivir en una sociedad digital libre. Lo que implica la no dependencia del software privativo de las mega-corporaciones.[68]

El software libre o el de código abierto comparten las mismas limitaciones, y algunas de ellas también las comparten con el software comercial. Algunas limitaciones son:
1. El software libre se compra o se adquiere sin garantías explícitas del fabricante o autor.
2. Las modificaciones o problemas encontrados requieren de la dedicación de recursos institucionales, así como a la adaptación a las necesidades del usuario que lo utilice.
3. Los usuarios deben tener unos conocimientos mínimos de programación para modificarlo y adaptarlo al contexto educativo.

### En industria
En la Cuarta Revolución Industrial, los sectores productivos han experimentado un gran cambio. Este cambio se debe principalmente a la evolución de las tecnologías y su inclusión en dichos sectores. En esta Revolución Industrial existe lo que llamamos “Ecosistema de herramientas” de Software Libre y Abierto lo cual favorece el uso de las nuevas tecnologías permitiendo que las empresas sean más competitivas y rentables.
Cada vez hay más empresas y organizaciones que usan el Software Libre para su gestión empresarial. Esto se debe a las grandes ventajas que tiene su uso en dichas empresas, como por ejemplo la reducción de costes, la libertad de uso y redistribución, la independencia tecnológica, el aumento de la flexibilidad y la personalización del código entre otras.
En la actualidad, existen muchos proyectos en Software Libre para pequeñas y medianas Organizaciones. De hecho, un 98 % de las grandes empresas lo usan, pero menos del 30 % colaboran en su desarrollo lo cual no es adecuado si queremos que estos programas sigan evolucionando.

### En ciencia
En los últimos años, el desarrollo del software ha beneficiado en diversos campos de la ciencia.
En la bioinformática ha sido beneficioso por la gran cantidad de información y datos que se manejan. Es por ello que muchos de estos softwares se enfocan en las bases de datos biológicas, el análisis de secuencias, anotación de genomas, medición de la biodiversidad entre otras cosas.
El campo de la física cuenta con amplios recursos de software libre como programas para la mecánica de fluidos (Gerris Flow Solver) que permite resolver las ecuaciones de Navier-Stokes; la experimentación de dispersión de neutrones (McStas); investigación con la Teoría del funcional de la densidad del tiempo-dependiente y la Teoría del funcional de la densidad mediante la simulación de la dinámica de electrones de iones (Octopus) o la ilustración de los efectos de la relatividad especial en la apariencia de los objetos en movimiento (LightSpeed) entre otros.
Respecto al campo de la química y al software libre cabe destacar algunos programas usados para la investigación en este ámbito. Algunos ejemplos son: un avanzado editor molecular (Avogadro o BKChem), tablas periódicas interactivas con toda la información necesaria (Kalzium) y un proyecto de colaboración con el fin de buscar, convertir, analizar o almacenar datos de cualquier área relacionada con la química.
En el campo de las matemáticas el Software Libre ha contribuido en la resolución de problemas matemáticos como por ejemplo problemas con gráficos, matrices, permutaciones, geometría entre otros. Algunos de estos programas son CompliCalc, Geogebra, Yacas y Axiom.

### En arte
En cuanto al mundo del arte se refiere el software libre también ha permitido el desarrollo de diversos campos como el cine, los videojuegos, música o la fotografía entre otros.

#### Música[77]
Existen gran cantidad de programas que sirven de apoyo o de herramienta para múltiples tareas relacionadas con la música como puede ser la escritura de partituras, composición musical o su producción.
Uno de los programas más conocidos y destacados a la hora de realizar grabación y edición de audio es audacity, el cual permite trabajar en la generación de tonos, en formas de ondas, aplicación de efectos y muchas más opciones permitiendo obtener resultados profesionales. También se puede destacar el uso de Ardour, el cual es ideal en el uso de grabaciones de alta calidad para doblajes e incluso eventos en vivo y aunque su funcionalidad principal es la edición y grabación también permite masterizar audio.
En notación musical cabe destacar el uso de MuseScore el cual posee un gran abanico de funcionalidades, además de poder integrarse con otros programas.
Por otra parte, no todos los programas relacionados con la música tienen como objetivo grabar y editar, Guitarix es un simulador para amplificador de guitarras. Su uso es ideal para presentaciones en vivo ya que la amplificación del sonido es muy rápida.

#### Cine
A la hora de la realización de producciones cinematográficas el software libre cuenta con un papel destacado, como fue el uso de GNU/Linux en la realización del agujero negro de la película Interstellar de Christopher Nolan. Otro ejemplo fue el uso de Ubuntu y KDE a la hora de realizar los efectos especiales de la película El hobbit: la desolación de Smaug, por parte de Weta Digital. Hay que destacar también al programa Blender 3D, el cual es uno de los programas más populares dedicados al modelado, donde se ha llegado a usar en películas como Spider-Man 2, Captain America: The Winter Soldier o Elephants Dream la cual es la primera película realizada íntegramente con software libre.

## Impacto del software libre en internet[81]
El software libre ha supuesto un gran avance para el mundo de internet. Gracias a la creación del proyecto GNU y a la sociedad resultante del Movimiento del Software Libre impulsado por Richard Stallman.
A día de hoy, la vasta mayoría de páginas web se alojan en servidores Linux utilizando MySQL como gestión de base de datos, PHP como lenguaje y Apache como servidor web http. Su uso implica grandes niveles de seguridad y rendimiento. Los sistemas LAMP (Linux, Apache, MySQL y PHP) permiten la creación y configuración de servidores web sin implicar un alto coste. A raíz de esto, numerosos proveedores han emergido un número considerable de proveedores de servicios, entre los que destacan los hostings y los proveedores cloud.
Cabe destacar el alto nivel de seguridad que proporciona el software libre debido a las constantes actualizaciones e incorporaciones de nuevos parches de seguridad.
A su vez, la mayoría de la infraestructura de internet está basada en protocolos amparados en el software libre; algunos ejemplos son la gestión del funcionamiento de los correos electrónicos (gracias a SendMail) o los servidores de nombre de dominio DNS (BIND).
Saltando a otro campo del mundo internauta, el desarrollo de software para cloud también se ha visto afectado de forma positiva por el software libre. Este último ha permitido la creación de repositorios, frameworks y útiles lenguajes de programación. Así mismo, las nuevas técnicas de inteligencia artificial, el internet de las cosas o el big data han sido impulsadas por el software libre.